# Elmire Vautier
Pour les articles homonymes, voir Vautier.
Elmire Vautier, née le 28 août 1897 à Granchain dans l'Eure, morte à Livilliers dans le Val-d'Oise le 19 avril 1954, est une actrice de cinéma française, active entre la fin des années 1910 et le début des années 1940.

## Biographie

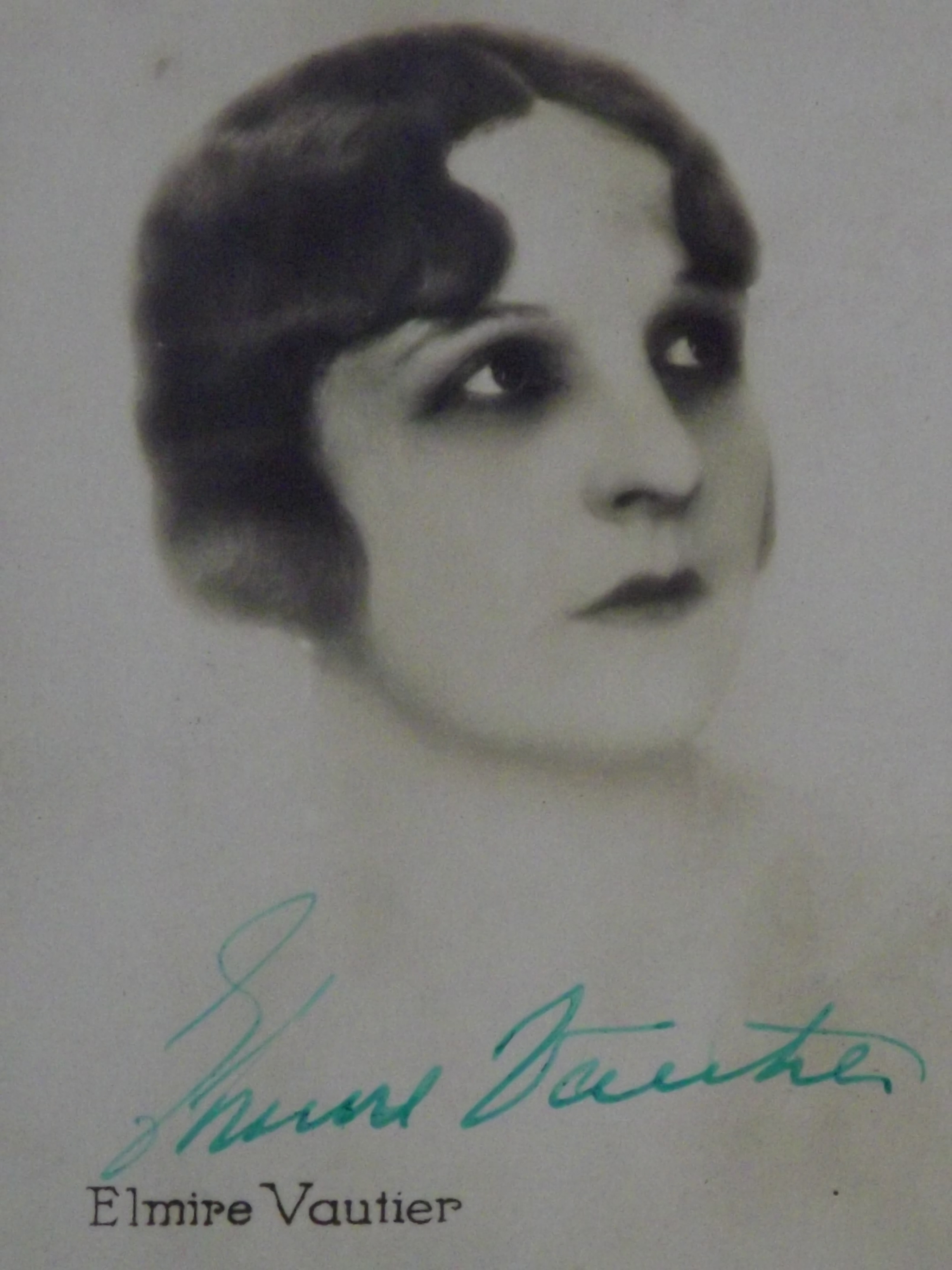
Photo dédicacée d'Elmire Vautier.

Armandine Elmire Angélina Vautier est née le 28 août 1897 au hameau de la Donalière à Granchain (Eure). Son père, Stanislas Alexandre Vautier est maçon et sa mère, Elmire Angelina Carruel, est journalière. Elle n'a que huit ans lorsque son père décède le 27 octobre 1905. Sa mère se remarie le 26 décembre 1906 avec Léon Eléonor Dodon.
Elmire Vautier débute au théâtre en 1915 avant de faire trois ans plus tard un premier film avec Pierre Marodon. Mais son premier succès à l'écran est le film Sa Gosse réalisé par Henri Desfontaines en 1919. Elle y joue le rôle d'une chanteuse à Paris dont le parolier en lui apportant le texte d'une chanson ranime le souvenir de l'enfant non désiré qu'elle a laissé à la campagne.
À partir de 1922, Elmire Vautier a souvent comme partenaire René Navarre (1877 - 1968) qui l'épouse en secondes noces le 5 avril 1924 à Tours. Ils auront une fille, Marie Madeleine Muguette Pascaline Navarre (1924 - 2008).
En 1922, elle tourne Le Roi de Camargue (dans le rôle de Lisette, femme amoureuse qui tente de se noyer lorsqu'elle est abandonnée pour une autre), Judith (dans le rôle d'une comtesse dont le mari est soupçonné d'être un assassin) et la série de 12 courts-métrages L'Homme aux trois masques ; en 1923 ce sera une autre série de 10 courts-métrages, Vidocq, (elle y tient le rôle de Manon-la-Blonde, espionne qui recherche Vidocq prisonnier de son ennemi juré l'Aristo) et Ferragus (film inspiré du roman d'Honoré de Balzac, elle y est Clémence Desmarets, fille d'un ex-détenu qui dirige une société secrète), en 1925 ce sera la série de 8 courts-métrages Jean Chouan, puis en 1927 Belphégor en 4 épisodes (son personnage est Simone Desroches qui hante le musée du Louvre sous les traits du fantôme Belphégor pour y voler des œuvres d'art, elle sera finalement démasquée par le détective Chantecoq et son ami journaliste Jacques Bellegarde), en 1929 ce sera La Tentation, son dernier film muet.
Le jeu d'actrice du muet d'Elmire Vautier est plutôt bien accueilli par la critique. Pour son premier succès Sa Gosse en 1919 le journal l'Impartial écrit : « Mlle Elmire Vautier a rendu avec talent et un réalisme discret le rôle de l'étoile de beuglant. C'est une jolie personne, au visage expressif, dont nous aurons le plaisir à suivre la carrière cinégraphique. En 1923, elle affirme une fois de plus son talent, fait de sensibilité et de charme. En 1924, elle charme les spectateurs de sa grâce exquise mutine. » En 1925, la belle artiste Elmire Vautier se charge de lui donner une réplique adroite dans son double rôle de princesse brune et d'ouvrière blonde ou encore elle dresse magnifiquement la chouanne héroïque, la grande dame à l'âme haute, à l'orgueil souverain, au cœur grave et pur, prête à tomber sous les balles pour le salut de son Dieu et de son roi. En 1927, Elmire Vautier tient en haleine de bout en bout. Cette même année, elle est avec Sandra Milowanoff et Paulette Berger, une des trois artistes justement appréciées du public. Mais il y a aussi des accueils plus mitigés et on peut ainsi lire en 1928 cette critique : Elmire Vautier, dans son rôle qui devrait être pathétique (mais l'est-il vraiment ?) garde quelque sécheresse.

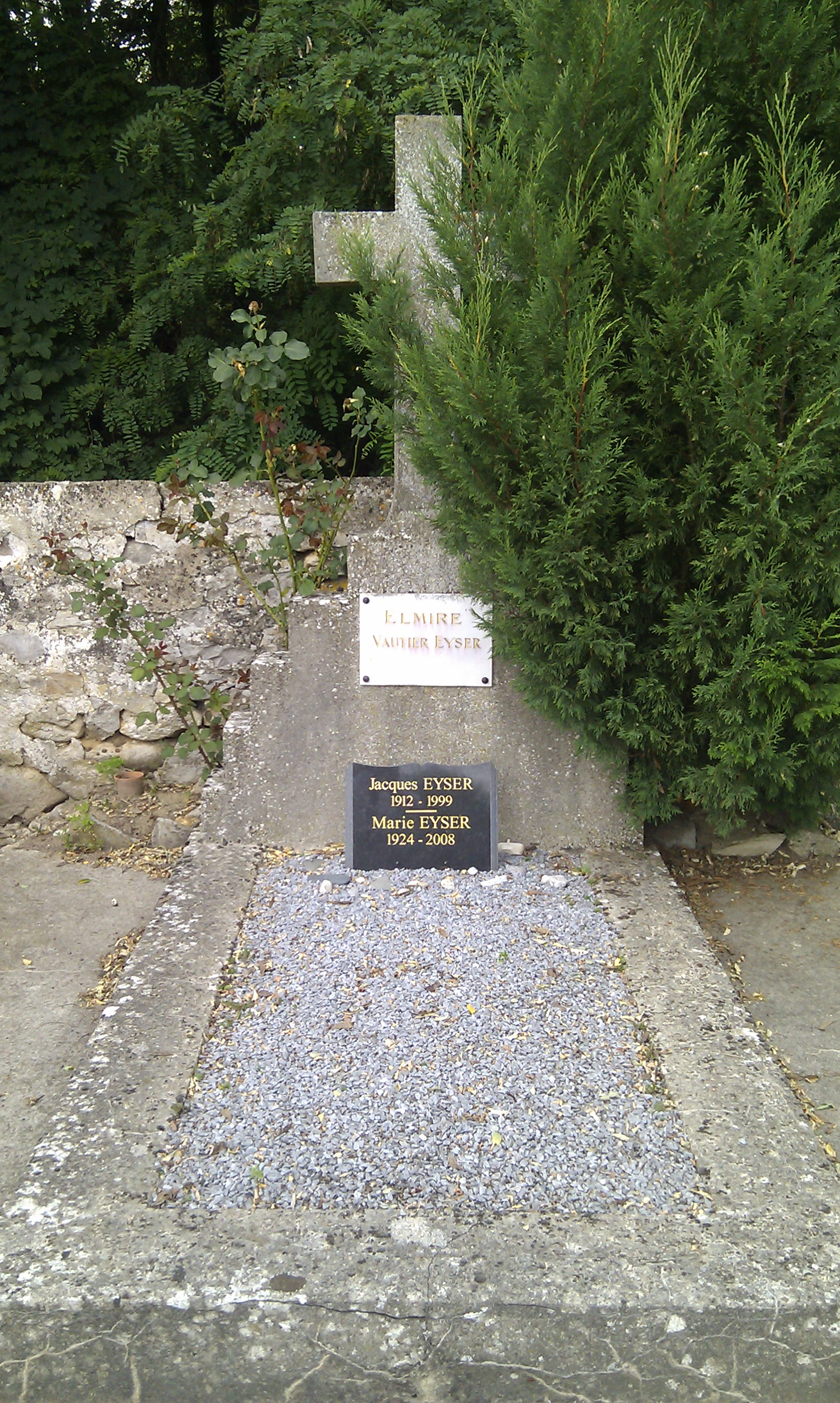
Tombe d'Elmire Vautier, de Jacques Eyser et de Marie Navarre à Livilliers.

En 1930, Elmire Vautier a 35 ans et passe au parlant, jouant dans quelques productions françaises tournées dans les studios parisiens de la Paramount. Cependant, l’arrivée du cinéma parlant freine inexorablement sa carrière, son jeu étant jugé trop théâtral. De 1931 à 1934, elle reste éloignée des plateaux de tournage. Elle va alors s'essayer à la mode.
Lorsqu'elle revient en 1934 sur les plateaux de tournage, elle y est reléguée aux rôles secondaires. On la retrouve entre autres dans Golgotha de Julien Duvivier en 1935 et dans Le Roman d'un tricheur de Sacha Guitry en 1936.
Le 28 novembre 1936, René Navarre et Elmire Vautier divorcent.
Jusqu'au début des années 1940, elle va encore jouer dans quelques pièces de théâtre mais elle abandonne définitivement le monde du cinéma en 1942 après le film La Duchesse de Langeais de Jacques de Baroncelli.

Au théâtre, la presse salue encore son rôle en 1943 dans Bérénice : « Mlle Elmire Vautier se montra une interprète très affinée de cette noble héroïne, dont elle rendit avec un art sincère les subtilités de la passion. »
Le 16 mai 1944, à Neuilly-sur-Seine, elle se remarie avec l'acteur Jacques Eysermann dit Jacques Eyser (1912 - 1999). Ils résident au 8, cours des Longs-Prés à Boulogne-Billancourt (Hauts-de-Seine).

Elmire Vautier décède d'une crise cardiaque le 19 avril 1954 et elle est inhumée dans le cimetière de Livilliers (Val-d'Oise).
En 1999, Le Rocambole écrit qu'Elmire Vautier fut plus grande poétesse dans sa vie que dans ses œuvres.

## Filmographie
- 1919 : Sa gosse de Henri Desfontaines avec Maurice Schutz
- 1919 : Le Fils de la nuit I : Le proscrit de Gérard Bourgeois avec Fernand Mailly
- 1919 : Le Fils de la nuit II : L’œuvre du démon de Gérard Bourgeois avec Nadette Darson
- 1919 : Le Fils de la nuit III : Les compagnon d’aventure de Gérard Bourgeois avec Joffre
- 1919 : Le Fils de la nuit IV : Le secret du vieux mendiant de Gérard Bourgeois avec Alfred Zorilla
- 1919 : Le Fils de la nuit V : Le gouffre des panthères de Gérard Bourgeois avec Jacques Robert
- 1919 : Le Fils de la nuit VI : Le spectre du passé de Gérard Bourgeois avec Yvonne Desvignes
- 1919 : Le Fils de la nuit VII : Teddy à la rescousse de Gérard Bourgeois avec Anthony Gildès
- 1919 : Le Fils de la nuit VIII : Le sauveur mystérieux de Gérard Bourgeois avec Georges Wague
- 1919 : Le Fils de la nuit IX : L’infernale revanche de Gérard Bourgeois avec Léon Courtois
- 1919 : Le Fils de la nuit X : L’oubliette diabolique de Gérard Bourgeois avec Luc Dartagnan
- 1919 : Le fils de la nuit XI : Le plongeur de la mort de Gérard Bourgeois avec Volbert
- 1919 : Le Fils de la nuit XII : Le justicier de Gérard Bourgeois avec Ginette Darnys
- 1919 : Qui a tué ? de Pierre Marodon avec Jean Garat
- 1920 : Le Sang des immortelles d'André Liabel avec Marcel Vibert
- 1920 : Les Femmes des autres / La femme des autres de Pierre Marodon avec Gaston Jacquet
- 1921 : L'Homme aux trois masques I : Les briseurs d’ailes  de Émile Keppens avec Gina Manès
- 1921 : L'Homme aux trois masques II : Le calvaire de Pascaline de Émile Keppens avec Charles Casella
- 1921 : L'Homme aux trois masques III : L’innocent de Émile Keppens avec André Marnay
- 1921 : L'Homme aux trois masques IV : Les remords de Fergus de Émile Keppens avec Mario Nasthasio
- 1921 : L'Homme aux trois masques V : Je me vengerai de Émile Keppens avec Evelyne Janney
- 1921 : L'Homme aux trois masques VI : La fille du forçat de Émile Keppens avec Armand Dutertre
- 1921 : L'Homme aux trois masques VII : Le marquis de Santa-Fiore de Émile Keppens avec Malou Vasseur
- 1921 : L'Homme aux trois masques VIII : Le mendiant mystérieux de Émile Keppens avec Jane Dolys
- 1921 : L'Homme aux trois masques IX : La lutte à mort de Émile Keppens avec André Marnay
- 1921 : L'Homme aux trois masques X : L’horrible complot de Émile Keppens avec Pierre Bordery
- 1921 : L’Homme aux trois masques XI : Jean-Claude et Jeannine de Émile Keppens avec Gina Manès
- 1921 : L'Homme aux trois masques XII : Le justicier de Émile Keppens avec Jacqueline Arly
- 1921 : La Preuve / L’affaire Plassard d'André Hugon
- 1921 : L’Autre de Roger de Châteleux avec Jean Angelo
- 1922 : Le Roi de Camargue d'André Hugon avec Charles de Rochefort
- 1922 : Des fleurs sur la mer de André Liabel avec Jean Legrand
- 1922 : Judith de Georges Monca & Rose Pansini avec Jean Toulout
- 1922 : Le Refuge de Georges Monca & Rose Pansini avec Mévisto
- 1923 : Vidocq I : L’évasion de Jean Kemm avec René Navarre
- 1923 : Vidocq II : Manon la blonde de Jean Kemm avec Rachel Devirys
- 1923 : Vidocq III : La truite qui file de Jean Kemm avec Genica Missirio
- 1923 : Vidocq IV : L’espionne de Vidocq de Jean Kemm avec Jacques Plet
- 1923 : Vidocq V : L’homme au domino rouge de Jean Kemm avec Albert Bras
- 1923 : Vidocq VI : Dans la gueule du loup de Jean Kemm avec Dolly Davis
- 1923 : Vidocq VII : Le bandit gentilhomme de Jean Kemm avec Maud Fabris
- 1923 : Vidocq VIII : La mère douloureuse de Jean Kemm avec Géo Laby
- 1923 : Vidocq IX : Vers la lumière de Jean Kemm avec Georges Deneubourg
- 1923 : Vidocq X : La bataille suprême de Jean Kemm avec René Navarre
- 1923 : L’Île sans amour d'André Liabel avec Renée Sylvaire
- 1923 : Knock-out ! d'Armand du Plessy avec Lewis Brody
- 1923 : Ferragus de Gaston Ravel avec Lucien Dalsace
- 1925 : La Justicière de Maurice de Marsan & Maurice Gleize avec Albert Préjean
- 1925 : Les Murailles du silence – de Louis de Carbonnat avec Georges Deneubourg
- 1925 : Jean Chouan I : La patrie en danger de Luitz-Morat avec Marthe Chaumont
- 1926 : Jean Chouan II : La bataille des cœurs de Luitz-Morat avec René Navarre
- 1926 : Jean Chouan III : Sur le pont de Pyrmil de Luitz-Morat avec Maurice Lagrenée
- 1926 : Jean Chouan IV : L’otage de Luitz-Morat avec Claude Mérelle  - court métrage
- 1926 : Jean Chouan V : La citoyenne Maryse Fleurus de Luitz-Morat avec Jean Debucourt
- 1926 : Jean Chouan VI : Le comité de Salut Public de Luitz-Morat avec Maurice Schutz
- 1926 : Jean Chouan VII : La grotte aux fées de Luitz-Morat avec Marthe Chaumont
- 1926 : Jean Chouan VIII : Les soldats de France de Luitz-Morat avec René Navarre
- 1927 : Belphégor 1 : Le mystère du Louvre de Henri Desfontaines avec Lucien Dalsace
- 1927 : Belphégor 2 : De mystère en mystère de Henri Desfontaines avec Alice Tissot
- 1927 : Belphégor 3 : Le fantôme noir de Henri Desfontaines avec André Volbert
- 1927 : Belphégor 4 : Les deux polices de Henri Desfontaines avec René Navarre
- 1927 : Muche de Robert Péguy avec Jean Aymé
- 1927 : Le Bonheur du jour de Gaston Ravel avec Henry Krauss
- 1928 : La Veine de René Barberis avec Rolla Norman
- 1929 : Vivre de Robert Boudrioz avec Pierre Batcheff
- 1929 : Souris d'hôtel d'Adelqui Millar, avec Louis Pré Fils
- 1929 : La Tentation de René Leprince & René Barberis avec Claudia Victrix
- 1929 : La Voix de sa maîtresse de Roger Goupillières avec André Luguet
- 1930 : Toute sa vie d'Alberto Cavalcanti avec Pierre Richard-Willm
- 1930 : Paramount en parade de Charles de Rochefort avec Maurice Chevalier
- 1931 : Le Réquisitoire de Dimitri Buchowetzki avec Fernand Fabre
- 1934 : Brevet 95/75 de Pierre Lequain & Bernard Roland avec Jacques Varennes
- 1934 : Le Taxi de minuit de Albert Valentin avec Raymond Aimos  - court métrage -
- 1935 : Une nuit de noces de Georges Monca & Maurice Kéroul avec Julien Carette
- 1935 : Golgotha / Ecce Homo de Julien Duvivier avec Jean Gabin
- 1935 : Le Roman d'un tricheur de Sacha Guitry avec Roger Duchesne
- 1936 : Le Faiseur d'André Hugon avec Paul Pauley
- 1936 : Si tu reviens de Jacques Daniel-Norman avec Reda Caire
- 1937 : Miarka, la fille à l’ours de Jean Choux avec José Noguéro
- 1938 : Le Patriote de Maurice Tourneur avec Harry Baur
- 1939 : Derrière la façade / 32 Rue de Montmartre de Georges Lacombe & Yves Mirande avec Lucien Baroux
- 1941 : Mam’zelle Bonaparte de Maurice Tourneur avec Raymond Rouleau
- 1942 : La Duchesse de Langeais de Jacques de Baroncelli avec Edwige Feuillère

## Théâtre
- 1935 : L'Homme dans l'ombre de Pierre Palau et Maurice Leblanc d'après Le Chapelet rouge de Maurice Leblanc, théâtre des Deux Masques
- 1943 : Le Maître de son cœur de Paul Raynal avec Jacques Eyser, Lucien Pascal, Anne Belval du théâtre national de l'Odéon